# Mebrure Gönenç

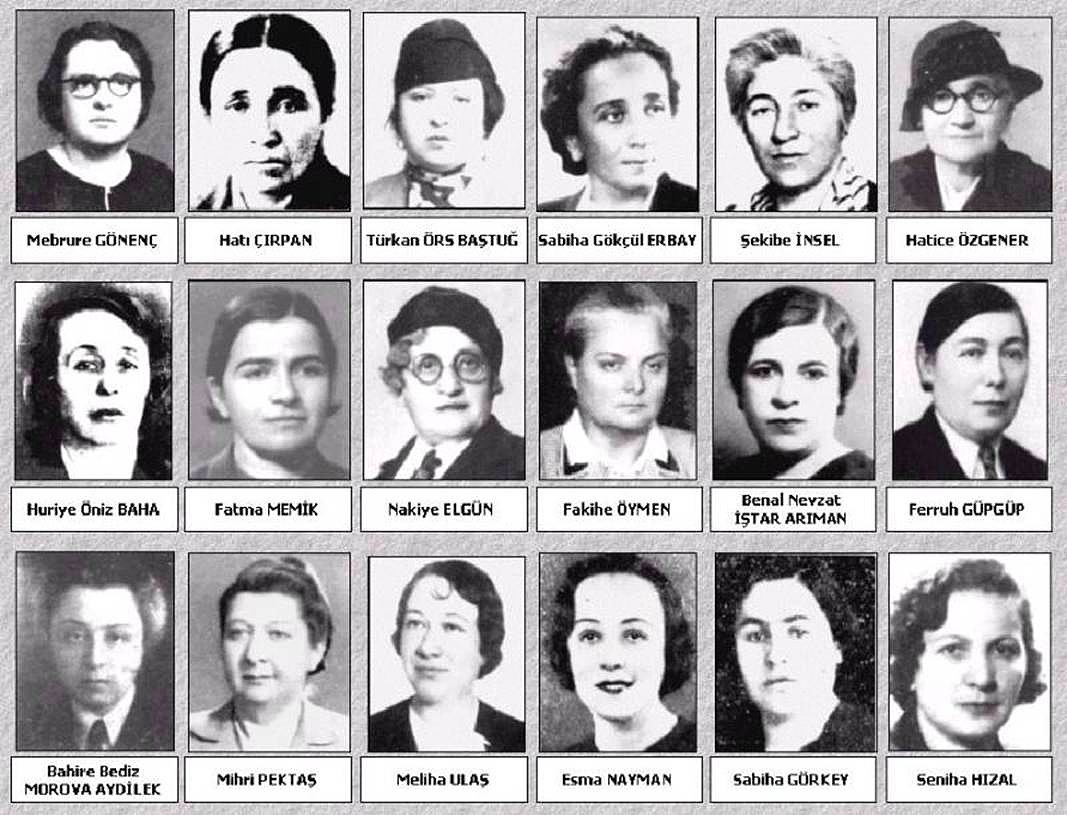
De första arton kvinnorna i det turkiska parlamentet efter valet 1935, sedan kvinnlig rösträtt och valbarhet införts. Översta raden från vänster till höger: Mebrure Gönenç, Hatı Çırpan, Türkan Örs Baştuğ, Sabiha Gökçül Erbay, Şekibe İnsel och Hatice Özgener; mellersta raden: Huriye Baha Öniz, Fatma Şakir Memik, Nakiye Elgün, Fakihe Öymen, Benal Nevzat İştar Arıman och Ferruh Güpgüp; nedre raden: Bahire Bediş Morova Aydilek, Mihri Pektaş, Meliha Ulaş, Fatma Esma Nayman, Hatice Sabiha Görkey och Seniha Nafız Hızal.

Mebrure Gönenç, född 1900, död 6 december 1981, var en turkisk politiker, en av de första arton kvinnor att väljas till det turkiska parlamentet 1935 efter införandet av kvinnlig rösträtt och valbarhet föregående år.

## Biografi
Mebrure Gönenç var dotter till İbrahim, en sekreterare hos sultan Abd ül-Hamid II. Hon tog examen från en amerikansk flickskola 1919, och arbetade som lärare i engelska och vetenskap vid en amerikansk flickskola i Gedikpaşa. Hon gifte sig 1927 med läkaren Ahmet Remzi, med vilken hon fick två barn.
Mebrure Gönenç valdes till det lokala parlamentet i Adana när kommunal rösträtt och valbarhet för kvinnor infördes, och till det nationella parlamentet när nationell rösträtt och valbarhet för kvinnor infördes 1934. Hon medverkade vid den internationella kvinnokongressen i Istanbul 1935. Som parlamentsledamot engagerade sig Mebrure Gönenç främst i de lokala frågorna för sitt valdistrikt, och rapporterade att byborna måste upplysas, skolorna behövde lärare, alkoholismen måste motarbetas, kvinnorna borde bli aktiva i samhället och de antika källorna borde utvecklas och öppnas för turism. Hon tjänstgjorde i departementet för offentligt arbete under sin mandatperiod. Hon behöll sin plats till 1946.